# Heikki Haavisto

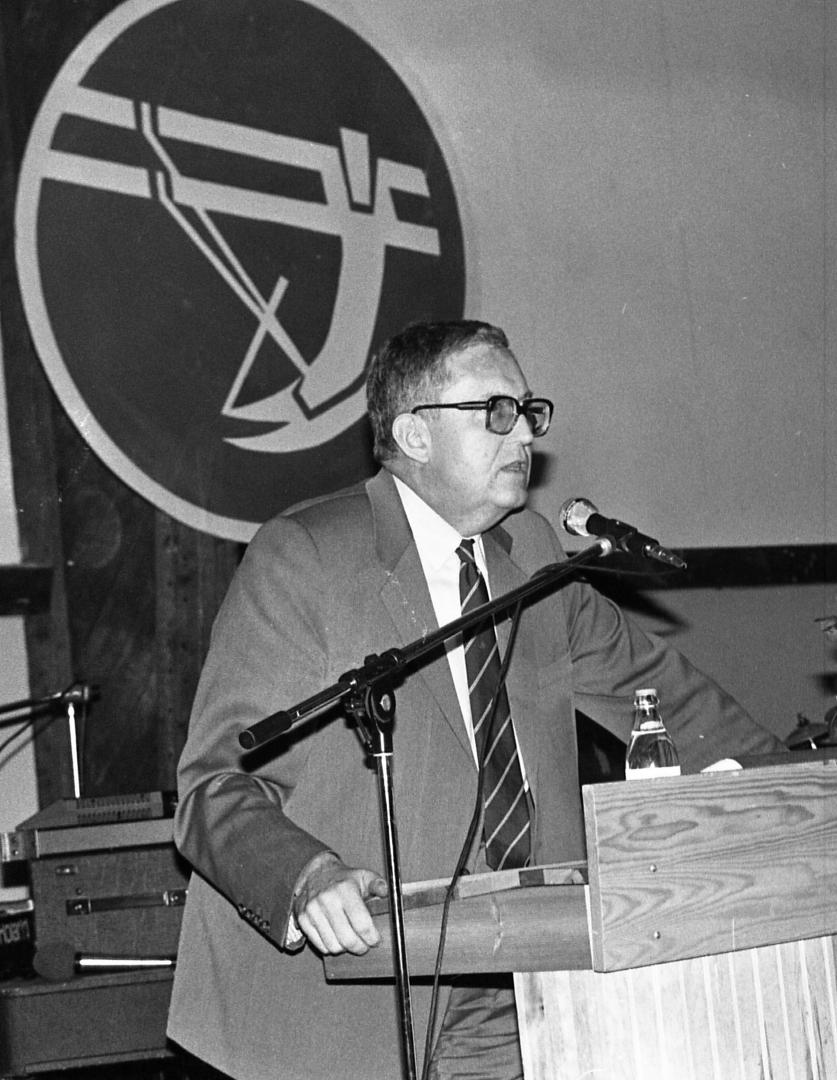
Heikki Haavisto (1987)

Heikki Johannes Haavisto (* 20. August 1935 in Raisio; † 22. Juli 2022 ebenda) war ein finnischer Wirtschaftsmanager und Politiker der Zentrumspartei KESK (Suomen Keskusta), der unter anderem zwischen 1993 und 1995 Außenminister im Kabinett Aho war.

## Leben
Heikki Johannes Haavisto begann sein politisches Engagement im Landjugendverband MNL (Maaseudun Nuorten Liitto), der Jugendorganisation des damaligen Landbundes ML (Maalaisliitto), aus dem später die Zentrumspartei KESK (Suomen Keskusta) hervorging. Er absolvierte zunächst ein Studium der Agrarwissenschaften und Wirtschaftswissenschaften, welches er 1957 beendete. Ein darauf folgendes Studium der Fächer Politische Geschichte und Rechtswissenschaften schloss er 1962 ab. Im Anschluss war er zwischen 1963 und 1967 Leiter einer Abteilung beim Unternehmen Raision Tehtaat Oy und von 1967 bis 1974 Betriebsleiter des Verbandes der landwirtschaftlichen Erzeuger MTK (Maataloustuottajain Keskusliitto), eine Interessenorganisation von Landwirten, Waldbesitzern und ländlichen Unternehmern. Im Anschluss war er als Nachfolger von Veikko Ihamuotila zwischen 1975 und seiner Ablösung durch Toivo T. Pohjala 1994 Vorstandsvorsitzender von MTK und wurde als hartnäckiger und erfahrener Verhandlungsführer einer der einflussreichsten Interessenorganisation des Landes bekannt. In seine Amtszeit als MTK-Vorsitzender fiel in die schwierigen Umstrukturierungsjahre der Landwirtschaft. 
Als Nachfolger seines Parteifreundes Paavo Väyrynen übernahm Haavisto am 5. Mai 1993 im Kabinett Aho den Posten des Außenministers (Ulkoasiainministeri) und bekleidete dieses Amt bis zu seinem krankheitsbedingten Rücktritt am 3. Februar 1995, woraufhin der ehemalige Diplomat Paavo Rantanen seine Nachfolge antrat. Als Außenminister war er maßgeblich an den Verhandlungen über den EU-Beitritt Finnlands beteiligt und leitete  geschickt die Verhandlungen darüber. Seine Erfahrungen als MTK-Vorsitzender galten als die besten Voraussetzungen, um die Sorgen der bäuerlichen Bevölkerung vor dem EU-Beitritt zu zerstreuen. Für seine Verdienste wurde ihm am 27. November 1998 der Ehrentitel eines Ministers (Ministeri) verliehen.
Aus seiner 1964 geschlossenen Ehe mit der Hauswirtschaftslehrerin Maija Helena Rihko gingen die drei Söhne Antti, Erkki und Ilkka Haavisto hervor.